# Institut für Kunststofftechnik

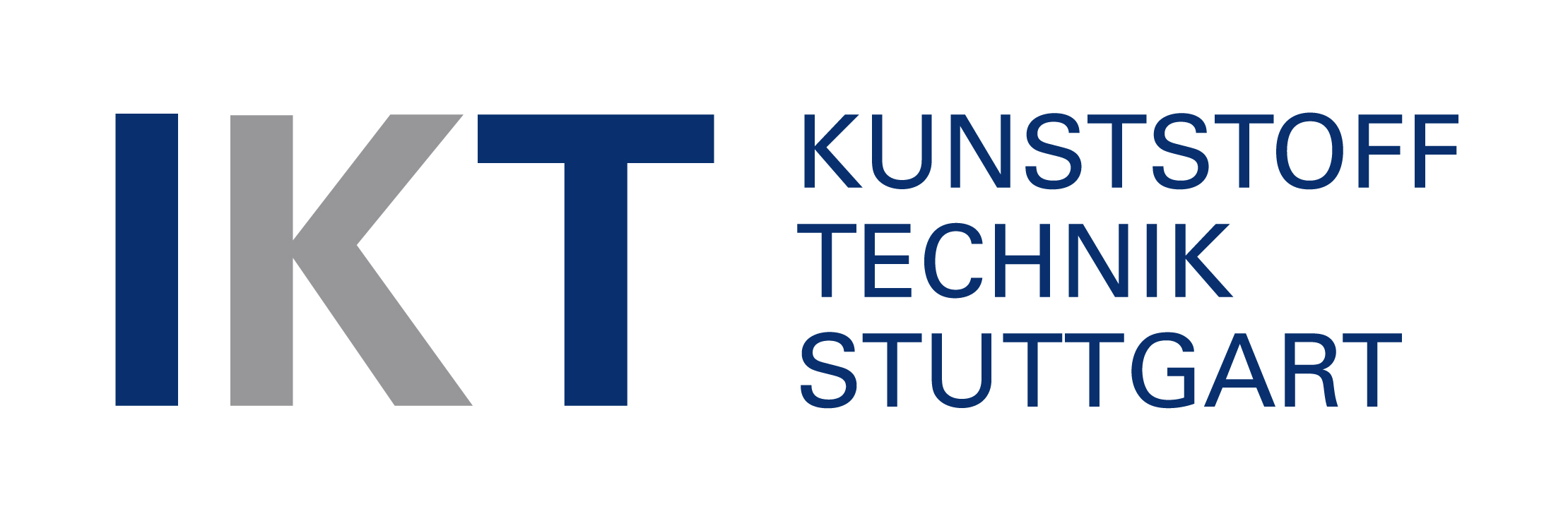
Logo des Instituts für Kunststofftechnik

Das Institut für Kunststofftechnik (IKT) an der Universität Stuttgart ist ein Forschungs- und Lehrinstitut am Standort Stuttgart-Vaihingen. Es gehört zur Fakultät 4 Energie-, Verfahrens- und Biotechnik.

## Geschichte

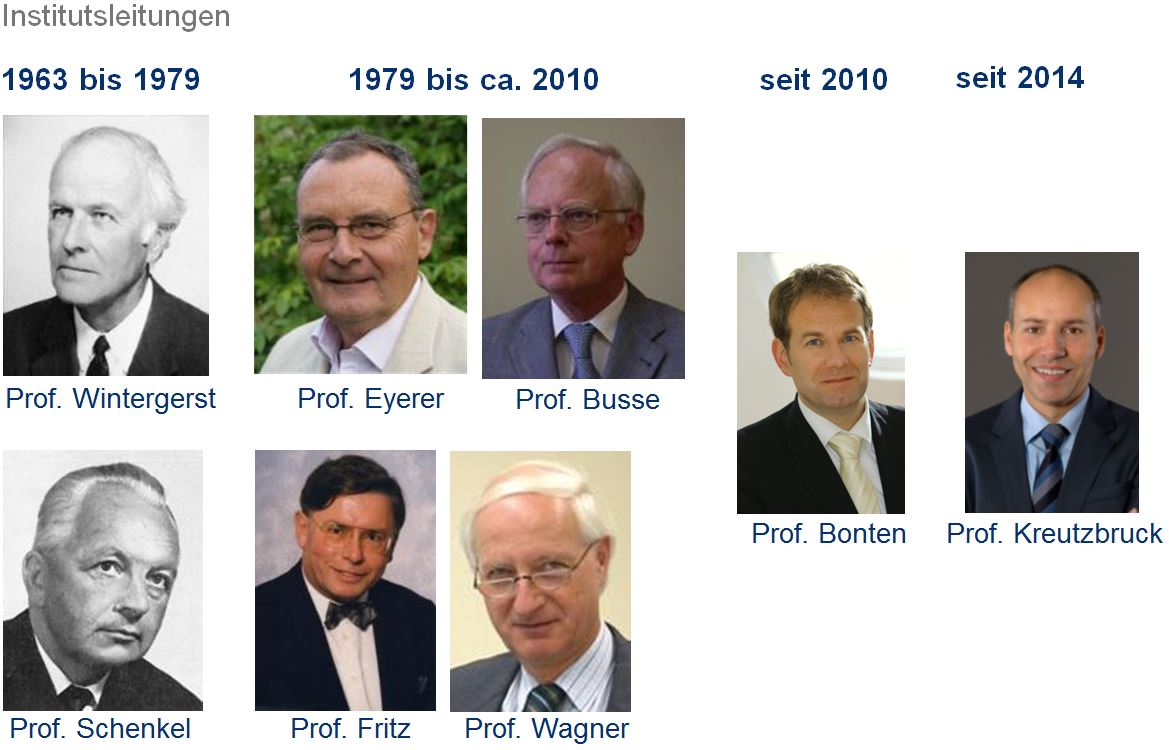
Institutsleitungen von 1963 bis heute

Anfang der 1960er Jahre wurde der damaligen Technischen Universität Stuttgart zum einen deutlich, dass Kunststoffe eine immer wichtigere Werkstoffklasse wurden und zum anderen, dass diese sich als die klassischen Konstruktionswerkstoffe verhalten.
Zunächst sollte 1963 eine Professur für Werkstoffkunde der Metalle und Kunststoffe in der Materialprüfanstalt (MPA) angesiedelt werden, aber der damalige Leiter setzte durch, dass der Lehrstuhl eigenständig und kurz darauf in „Institut für Kunststoffkunde und Kunststoffprüfung (IKP)“ umbenannt wurde. Nach Anfängen in der Cannstatter-Straße zog das Institut dann in den Pfaffenwaldring 32.

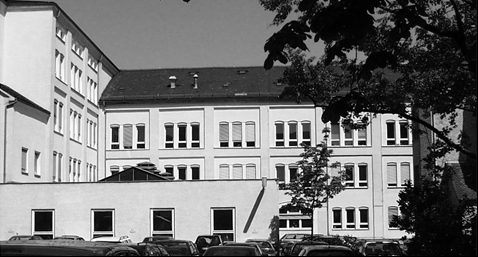
Institutsgebäude des IKT in der Böblinger Straße 70

Bereits ein Jahr später wurde auf Betreiben von Otto Fahr das Institut für Kunststofftechnologie (IKT) gegründet. Dieses befasste sich mit Verfahren und Maschinen für die Kunststoffaufbereitung und die Kunststoffverarbeitung.
Durch die damaligen Institutsleiter Wintergerst (IKP) und Schenkel (IKT) sowie deren Nachfolger Peter Eyerer und Hans-Gerhard Fritz, später gemeinsam mit Gerhard Busse und Manfred Wagner wurden international beachtete wissenschaftliche Erkenntnisse erarbeitet und reger Transfer in die Industrie betrieben. In den 1990er Jahren hatten beide Institute zusammen etwa 100 wissenschaftliche und etwa 40 technische Mitarbeiter, davon die meisten eigenerwirtschaftet finanziert.
Anfang der 1960er Jahre wurden die beiden Institute IKP und IKT mit sich ergänzender Ausrichtung an unterschiedlichen Standorten gegründet. 2010 wurden sie von der Universität Stuttgart vereint in die Hände von Christian Bonten gelegt.  2014 wurde eine weitere W3-Professur für Marc Kreutzbruck eingerichtet.

## Forschungsschwerpunkte des IKT

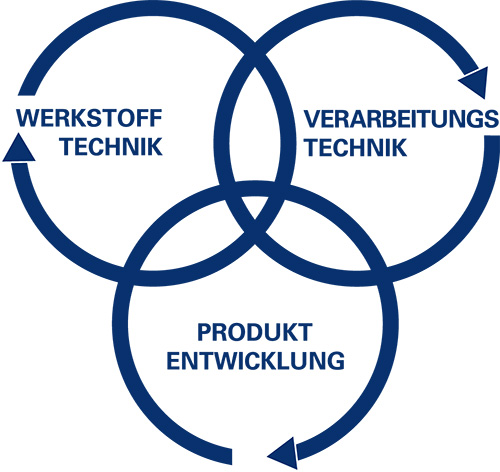
Aufgabenbereiche des IKT

Die Forschung in der Kunststofftechnik befasst sich mit den Bereichen Werkstofftechnik, Verarbeitungstechnik und Konstruktionstechnik/Produktentwicklung. Die Forschung befasst sich – ganz ähnlich wie die Entwicklung – in der Werkstofftechnik mit der Effizienzsteigerung des Kunststoffs als Werkstoff, in der Verarbeitungstechnik mit der Effizienzsteigerung von Verarbeitungsmaschine, Werkzeug und Prozess und in der Produktentwicklung mit der Effizienzsteigerung des Produktes aus Kunststoff. Während in der Entwicklung spezielle Lösungen für einen Anwendungsfall gesucht werden, versucht die Forschung allgemeingültige Lösungen zu erarbeiten.

### Werkstofftechnik
Um einen Werkstoff „wirksamer“ zu machen, also sein Eigenschaftsprofil breiter oder tiefer, muss der derzeitige Zustand des Werkstoffes mit Hilfe von Werkstoffprüfverfahren geeignet ermittelt werden. In der Kunststofftechnik entsteht ein Kunststoff durch einen Aufbereitungsprozess erst durch neuartige Kombination von Polymeren mit Zusatzstoffen. Insbesondere im Bereich der neuen biobasierten sowie biologisch abbaubaren Kunststoffe konnten am IKT maßgebliche Verbesserungen erzielt werden. Zudem ist stetes Ziel der Werkstofftechnik auch die Vorhersagbarkeit des Werkstoffverhaltens im Gebrauch. Hierzu wird an komplexen Werkstoffmodellen geforscht, die z. B. das Zeit- und Temperaturverhalten wirklichkeitsnah abbilden.
- Forschung an Prüf- und Messmethoden für Kunststoffe
- Forschung an kunststoffspezifischen Werkstoffmodellen zur Vorhersage des Werkstoffverhaltens
- Steigern der Effizienz des Werkstoffs durch Aufbereitung

### Verarbeitungstechnik
Um eine Maschine, das Werkzeug oder den Verarbeitungsprozess effizienter zu machen, müssen sie in ihrem Zustand zunächst hinreichend genug beschrieben werden. Eventuell ist es erforderlich, hierfür geeignete Messmittel und -methoden erst zu erfinden. Um das Verhalten von Maschine und Werkzeug im Prozess vorhersagen zu können, wird an modellhaften und möglichst universell einsetzbaren mathematischen Beschreibungen des jeweiligen Prozesses geforscht, um diesen wirklichkeitsnah simulieren zu können. Insbesondere im Bereich der Einschneckenextrusion erlangte das IKT insbesondere durch die Entwicklung eines durchgängig genuteten Extruders mit Barriereschnecke Bedeutung.
- Forschung an Rheometrie und Deutung der Messergebnisse
- Realitätsnahe rheologisch-thermodynamische Modellierung der Kunststoffverarbeitungsprozesse zur Vorhersage des Prozessverhaltens
- Effizienzsteigerung in der Kunststoffverarbeitung: Extrusion, Spritzgießen, Thermoformen

### Produktentwicklung
Ein Produkt aus Kunststoff kann wirksamer gemacht werden, z. B. in dem es mehrere Funktionen zugleich oder die bisherige Funktion bei anspruchsvolleren Randbedingungen erfüllt. Hierzu müssen zunächst der Produktzustand bestimmt und ggf. an Messmitteln und -methoden noch geforscht werden. Mit Hilfe von Werkstoffgesetzen wird an der Vorhersagbarkeit des Produktverhaltens geforscht, besonders an der Lebensdauervorhersage unter verschiedenen Betriebszuständen. Mit Hilfe von Berechnungen wird das Bauteilverhalten simuliert und mit ausgewählten Versuchen validiert. Besondere internationale Bedeutung erlangte das IKT als unter der Leitung von Gerhard Busse neue zfP-Verfahren für moderne Werkstoffe entwickelt und z. B. in der Luftfahrtindustrie erprobt wurden. In diesem Rahmen wurden z. B. 1995 die defektselektive Ultraschall-Lockin-Thermographie und die Oberton-Rastervibrometrie entwickelt sowie Mikrowellenverfahren zur Vermessung von Faserorientierungsfeldern in Spritzgussbauteilen eingesetzt.
- Forschung an der zerstörungsfreien Prüfung (zfP) von Bauteilen aus Kunststoffen und Faserkunststoffverbunden mit den Methoden aktive Thermografie, Interferometrie und Ultraschall
- Präzisere Vorhersage des Bauteilverhaltens mittels kunststoffgerechten Werkstoffmodellen
- Forschung an zulässiger beschleunigter Alterung
- Forschung an besseren Modellen zur Vorhersage der Lebensdauer
- Höhere Produkteffizienz durch Funktionsintegration und Wahl effizienterer Werkstoffe

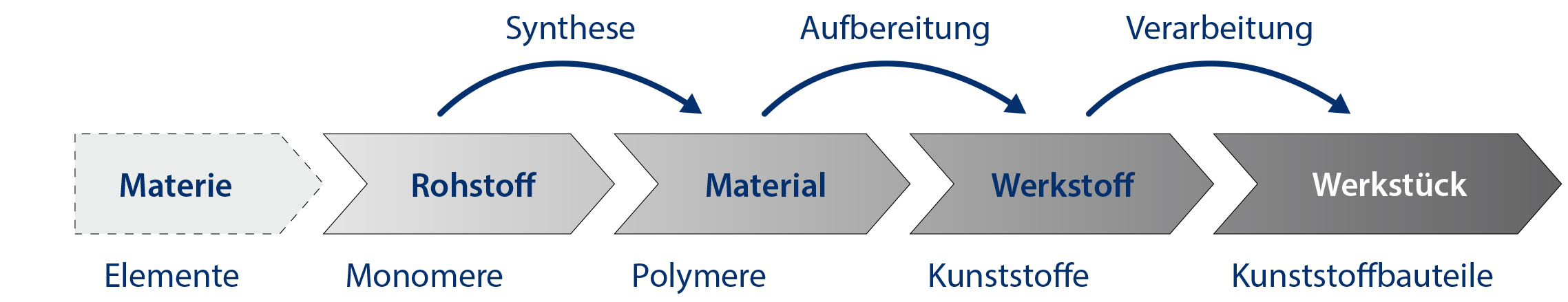
Prozessschritte von der Materie bis zum Bauteil

Alle drei Gebiete sind ineinander verzahnt und sind abhängig voneinander, denn bei Kunststoffprodukten muss eine Konstruktion nicht nur beanspruchungsgerecht, sondern auch verarbeitungsgerecht und werkstoffgerecht sein.